# Hrabová Roztoka
Hrabová Roztoka est une commune du district de Snina, dans la région de Prešov, en Slovaquie.

## Histoire
La première mention écrite du village date de 1568.

## Galerie

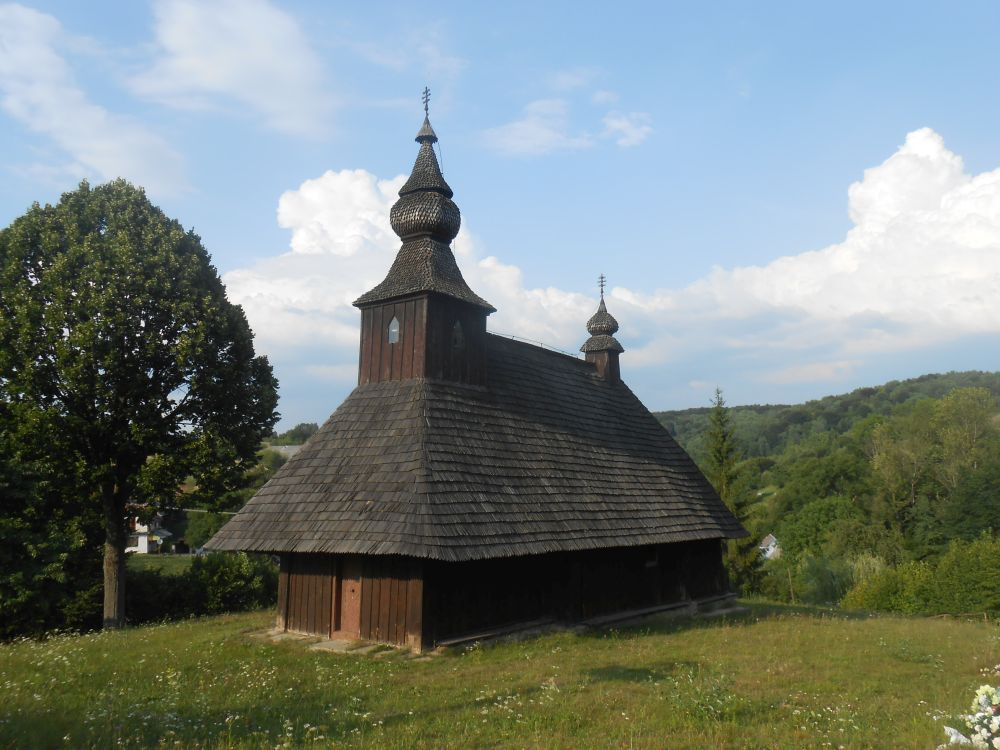
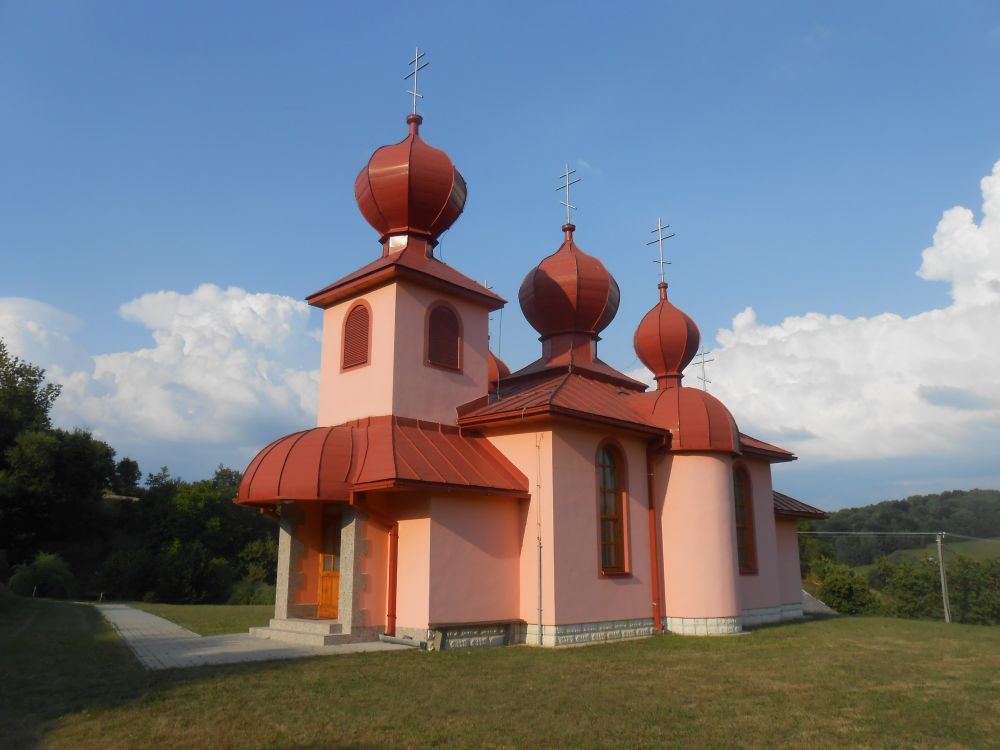

## Démographie

### Évolution de la population
| Année:               | 1994. | 2004.    | 2014.   | 2024.    |
| -------------------- | ----- | -------- | ------- | -------- |
| Nombre de personnes: | 90    | 68       | 63      | 52       |
| Différence:          |       | -24,44 % | -7,35 % | -17,46 % |

| Année:               | 2023. | 2024. |
| -------------------- | ----- | ----- |
| Nombre de personnes: | 50    | 52    |
| Différence:          |       | +4 %  |